# Eleotris pellegrini
Eleotris pellegrini är en fiskart som beskrevs av Maugé, 1984. Eleotris pellegrini ingår i släktet Eleotris och familjen Eleotridae. IUCN kategoriserar arten globalt som nära hotad. Inga underarter finns listade i Catalogue of Life.